# Total Control (série télévisée)
Pour les articles homonymes, voir Total Control.
Total Control est une série télévisée australienne, comportant 3 saisons de 6 épisodes d'environ 50 minutes chacune, créée par Darren Dale, Miranda Dear et Rachel Griffiths et diffusée entre le 13 octobre 2019 et le 18 février 2024 sur ABC.
En France, la série est diffusée par Arte en 2023.

## Synopsis
Alex Irving, une habitante aborigène de Winton dans le Queensland, devient, à la suite d'un acte de courage lors d'un fait divers local, la sénatrice de la province au parlement australien sur la proposition de la Première ministre. Tiraillée dans des conflits de loyauté vis à vis de sa communauté et de son parti de rattachement, elle doit naviguer dans les méandres de la politique nationale de son pays, lui-même soumis sur la scène internationale aux pressions de la Chine et des États-Unis.

## Fiche technique
- Titre : Total Control
- Création : Darren Dale, Miranda Dear et Rachel Griffiths
- Réalisation : Rachel Perkins (6 épisodes)
- Production :
- Musique :
- Société de production :
- Société de distribution : Blackfella Films
- Pays d'origine : Australie
- Genre : drame
- Langue originale : anglais
- Durée : environ 50 minutes
- Dates de diffusion :
  - 13 octobre 2019 (Australie)
  - octobre 2023 (France)

## Distribution

### Principaux
- Deborah Mailman (VF : Annie Milon) : Alexandra « Alex » Irving
- Rachel Griffiths (VF : Rafaèle Moutier) : Rachel Anderson
- Harry Richardson (VF : Gauthier Battoue) : Jonathan Cosgrove
- Rob Collins (en) (VF : Mike Fédée) : Charlie Irving
- Anthony Hayes (en) : Damian Bauer
- William McInnes (VF : Serge Biavan) : Laurie Martin
- Huw Higginson (en) (VF : Bruno Magne) : Peter Solomon
- Wesley Patten (en) : Eddie Irving

### Récurrents

#### Saison 1
- Trisha Morton-Thomas (en) (VF : Virginie Emane) : Jan Irving
- Celia Ireland (en) : Tracey Helliar
- David Roberts (VF : Philippe Catoire) : Kevin Cartwright
- Val Weldon : Marcie Maclean
- Shantae Barnes-Cowan (en) (VF : Charlotte D'Ardalhon) : Jess Clarke
- Aaron Pedersen : Tom Campbell Jr.
- James Sweeny (VF : Loïc Guingand) : Christopher Bingham
- Luke Carroll (en) : Rob
- Adele Perovic (VF : Nadine Girard) : Jillian Morell
- Rebecca Massey (en) : Sharon
- Tony Barry (en) : Phillip Anderson
- Fran Kelly (en) : elle-même
- Patricia Karvelas (en) : elle-même

#### Saison 2
- Wayne Blair : Paul Murphy
- Colin Friels (en) : Jack Ramsay
- Tasneem Roc (en) : Mima Scott
- Jason King : Scott McNally
- Angela Fitzpatrick : Gloria Vincent
- Tom Dawson : Henry Whittacker
- Hamish Macdonald (en) : lui-même

 Source et légende : version française (VF) sur RS Doublage et d'après le carton de doublage français.

## Tournage
Le tournage a eu lieu à Canberra, Sydney et dans l'extrême nord du Queensland.

## Épisodes
Les épisodes, sans titres, sont numérotés de un à six pour les trois saisons.